# Ylänne (S:t Michel, Södra Savolax, Finland)
Ylänne eller Ylänteenjärvi är en sjö i Finland. Den ligger i kommunen S:t Michel i landskapet Södra Savolax, i den södra delen av landet, 210 km nordost om huvudstaden Helsingfors. Ylänne ligger 108,1 meter över havet. Den ligger vid sjön Korpijärvi. I omgivningarna runt Ylänne växer i huvudsak barrskog. Arean är 3,47 kvadratkilometer och strandlinjen är 31,73 kilometer lång. Sjön  ingår i Kymmene älvs huvudavrinningsområde. 
I övrigt finns följande i Ylänne:
- Hiekkasaari (en ö)